# Hyadaphis ferulae
Hyadaphis ferulae är en insektsart. Hyadaphis ferulae ingår i släktet Hyadaphis och familjen långrörsbladlöss. Inga underarter finns listade i Catalogue of Life.